# 거제 와현 봉수대
거제 와현 봉수대(巨濟 臥縣 烽燧臺)는 대한민국 경상남도 거제시 일운면 지세포리에 있는 봉수대이다. 2002년 8월 14일 경상남도의 기념물 제243호로 지정되었다.

## 개요
봉수대는 횃불과 연기를 이용하여 급한 소식을 전하던 옛날의 통신수단을 말한다. 높은 산에 올라가서 불을 피워 낮에는 연기로 밤에는 불빛으로 신호를 보냈다.
거제 와현봉수대는 일운면 와현리 및 구조라리에 있는 해발 303m의 망산 옆에 위치한 봉수대로서 지세포성과는 약 5km이내에 자리잡고 있다.
현재의 상태를 보면 산 정상부의 지면을 조정한 후 2단으로 석축하여 올린 것처럼 되어 있으나 아래의 석축은 방호벽으로 쌓은 것으로 보이고, 그 위의 석축은 봉화부가 붕괴된 상태로 추정된다. 방호벽은 원형으로 담장과 같이 축조된 것으로 추정되는데 석축을 보강하기 위함인지 일정 간격으로 돌출부를 두고 있다. 방호벽은 상태가 매우 양호하여 석축도 그대로 남아 있는 편이고, 출입 계단시설도 잔존한다.
봉화부는 붕되되어 있는 상태인 것 같고, 규모나 높이 석축상태를 알아볼 만한 상태는 아니다. 그러나 석재가 그대로 쌓여 있어 조사해 보면 구조물의 원상이 드러날 가능성도 높다. 방호벽 둘레에는 건물터의 흔적도 남아 있고 일부 부석된 유구의 흔적도 드러났으며 봉수대로부터 가까운 거리에는 건물터가 남아 있을 만한 공터도 확인되었다.
와현리봉수대는 현재 남아 있는 봉수대로서는 보존상태가 매우 양호한 편이고, 석축의 규모도 크며, 석축의 정연함이 돋보이는 유적이다. 와현봉수대의 구체적인 기능이 무엇인지는 확실하지 않으나 석축의 상태와 규모로 보아 중요한 역할을 했던 봉수대로 추정되어 가치있는 자료로 평가된다.

## 같이 보기
- 지세포성 (경상남도 기념물 제203호)

## 참고 자료
- 거제 와현 봉수대 - 국가유산청 국가유산포털